# SV Ried
Maillots
Le SV Ried est un club de football autrichien basé à Ried.

## Historique
- 1912 : fondation du club
- 1998 : 1re participation à une Coupe d'Europe (C2, saison 1998-1999)

## Palmarès
- Championnat d'Autriche
  - Vice-champion : 2007

- Championnat d'Autriche de deuxième division (2)
  - Champion : 2005 et 2020

- Coupe d'Autriche (2)
  - Vainqueur : 1998 et 2011
  - Finaliste : 2012 et 2022

- Supercoupe d'Autriche
  - Finaliste : 1998

## Personnalités du club
Olivier Glasner : 516 match pour 27 buts, de 1995 à 2011. Aujourd'hui entraîneur de football professionnel. 

## Identité visuelle

Ancien logo.
Logo actuel.